# ريمافسكا سوبوتا
 ريمافسكا سوبوتا (بالسلوفاكية: Rimavská Sobota)‏ مدينة في وسط سلوفاكيا وتتبع إقليم بانسكا بيستريتسا.

## توأمة
لريمافسكا سوبوتا اتفاقيات توأمة مع كل من:
- Salonta [الإنجليزية]‏
- شفينتوخوفيتسه
- Tiszaújváros [الإنجليزية]‏

## أعلام
- غابور بوروس
- إيلما راكوزا
- أوزوالد فيرنر